# Antinhac
Antinhac (topònim occità, el nom oficial francès és Antignac) és un municipi occità de Gascunya, situat al departament administratiu de l'Alta Garona i a la regió d'Occitània.